# 南子神社
南子神社（なごじんじゃ）は、東京都三宅村（三宅島）にある神社。
三宅島北部、神着（かみつき）地区の南方山中に鎮座している。
式内社である南子神社（みなみこじんじゃ）に比定されているが、他の論社として、御笏神社に合祀されている三ノ朔幣神社、后神社の境内社としての南子神社、神子元島にあった現在では波風によって消失してしまった祠としての南子神社などが挙げられている。

## 祭神
- 南子命（なごのみこと） - 事代主神（三島大明神）と后・佐伎多麻比咩命（御笏神社の祭神）の間の八王子の1番目の子「なご」に比定[2][3][5]。

## 境内社
- 諏訪社
- 住吉社